# Stjepan Šulek
Stjepan Šulek (auch Sulek geschrieben; * 5. August 1914 in Zagreb; † 16. Januar 1986 ebenda) war ein jugoslawischer Komponist und Dirigent.

## Leben
Šulek begann sehr früh mit dem Musikstudium (Klavier, Violine und Komposition). 1936 absolvierte er seine Diplome an der Musikakademie Zagreb (Konzertexamen Violine in der Klasse von Prof. Vaclav Huml), wo er auch Komposition bei Blagoje Bersa studiert hatte. Bis 1952 trat er als Solist und in Solokonzerten auf; gleichzeitig war er kammermusikalisch auf höchstem Niveau tätig (1936–1938 leitete er das Zagreber Quartett, 1939–1945 war er Mitglied des Trios Macek-Sulek-Janigro). Am Konservatorium Zagreb unterrichtete er ab 1939 Violine, später auch Komposition (ab 1948) und Orchestration (ab 1953). Seine Werke wurden ab 1945 auf nationaler und internationaler Ebene gespielt (Europa, USA und Südamerika). 1948 wurde er korrespondierendes Mitglied der Kroatischen Akademie der Künste und Wissenschaften und 1954 offizielles Mitglied und Sekretär der Abteilung Musik der Akademie. Von 1958 bis 1964 war er Chefdirigent des Kammer- und des Symphonieorchesters des Zagreber Rundfunk-Fernsehens und unternahm zahlreiche Europa-Tourneen mit diesen Klangkörpern. Als Gastdirigent wurde er regelmäßig von den Symphonieorchestern Zagreb, Belgrad und Sloweniens eingeladen. Für sein künstlerisches Wirken wurden ihm von den höchsten Institutionen seines Landes mehrere Ehrungen und Auszeichnungen verliehen. Stjepan Sulek verstarb am 16. Januar 1986 in seiner Geburtsstadt Zagreb und wurde auf dem dortigen Mirogoj-Friedhof beigesetzt.

## Werke

### Symphonien
- Erste Symphonie, 1944
- Zweite Symphonie, 1946
- Dritte Symphonie, 1948
- Vierte Symphonie, 1954
- Fünfte Symphonie, 1964
- Sechste Symphonie, 1966
- Siebte Symphonie, 1979
- Achte Symphonie 1981
- Epitaf, 1971

### „Klassische Konzerte“ für Orchester
- Erstes klassisches Konzert, 1944
- Zweites klassisches Konzert (Streichorchester), 1952
- Drittes klassisches Konzert (Streichorchester), 1957
- Viertes klassisches Konzert, 1983

### Konzerte
- Erstes Klavierkonzert, 1949
- Zweites Klavierkonzert, 1952
- Drittes Klavierkonzert, 1970
- Violoncellokonzert, 1950
- Violinkonzert, 1951
- Fagottkonzert, 1958
- Konzert für Viole, 1959
- Hornkonzert, 1972
- Sextett, 1975
- Orgelkonzert „Memento“, 1974
- Klarinettenkonzert, 1970

### Sonaten
- Erste Klaviersonate, 1947
- Zweite Klaviersonate, 1978
- Dritte Klaviersonate, 1980
- Sonate für Posaune und Klavier „Vox Gabrieli“, 1973
- Sonate für Violoncello und Klavier, 1974

### Opern
- Koriolan, 1957
- Oluja (Sturm), 1969

### Ballette
- De veritate, 1977

### Chorwerke
- Bašćanska ploča (Tafel von Baška), 1980

### Kantate
- Zadnji Adam (Der letzte Adam), 1964

### Liederzyklen
- Pjesma mrtvog pjesnika (Gesang des toten Dichters), 1970
- Strah (Angst), 1975

### Gitarre
- The Troubadours Three
  - I. Melancholy
  - II. Sonnet
  - III. Celebration